# Базыров, Владимир Санджиевич
Владимир Санджиевич Базыров (3 июня 1957 — 29 сентября 2017) — советский и российский калмыцкий театральный актёр, артист Калмыцкого национального драматического театра имени Б. Басангова, народный артист Республики Калмыкия.

## Биография
Сын известного юриста, ветерана прокуратуры Калмыкии С. Э. Базырова.
В 1980 году окончил ГИТИС (мастерская П. Хомского) и начал работать в Национальном драматическом театре им. Б. Басангова. За время службы в театре сыграл сотни разных ролей по пьесам отечественных и зарубежных авторов. Запомнился зрителям по спектаклям «Ревизор» Гоголя, «Три сестры» А. П. Чехова, «Старший сын» Ал. Вампилова, «Канотье», «Две стрелы» и так далее.
Активно участвовал в культурной жизни республики, выступая с концертами в общеобразовательных учреждениях, на радио и телевидении, в районных и сельских клубах. Одной из популярных была программа «Песни на все времена» по произведениям Булата Окуджавы.
Умер после тяжелой продолжительной болезни